# مدرسة عثمان باشا

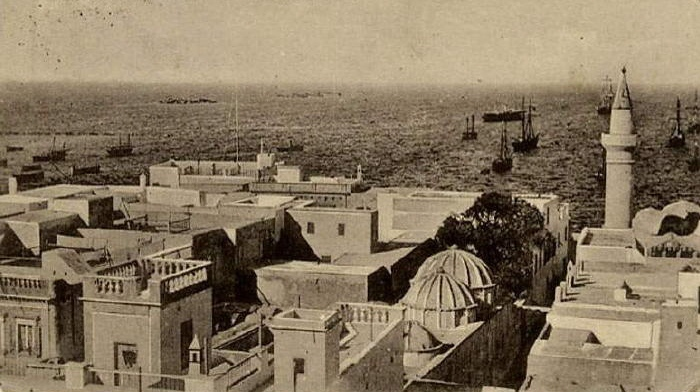
جزء من حي باب البحر في المدينة القديمة حيث تظهر قباب مدرسة عثمان باشا في أسفل الصورة ويبدو جامع درغوث في يمين الصورة (الصورة من عشرينيات القرن العشرين).

مدرسة عثمان باشا الساقزلي وتعرف أيضاً (بخلوة الشيخ عمر الجنزوري) وهو من كبار علماء ليبيا وأحد أهم من درّسوا بها مؤخرا، تأسست المدرسة سنة 1064 هجري / 1654 م. وتقع بزنقة درغوت باشا بحي باب البحر في المدينة القديمة بالعاصمة الليبية طرابلس، وسميت باسم عثمان باشا الساقزلي الذي قام ببنائها، وهو والي طرابلس الغرب آنذاك أثناء فترة الخلافة العثمانية حيث كانت ليبيا منضوية تحتها.و يعتبر تأسيس هذ المدرسة في العهد العثماني الأول تجديدا واستمرارا لتدريس العلوم الإسلامية في طرابلس بعد تدمير الأسبان وفرسان القديس يوحنا لكافة المرافق الحيوية للمدينة بما في ذلك المدارس الشرعية العتيقة مثل المدرسة المستنصرية التي كان أسسها ابن أبي الدنيا في العصر الحفصي، والتي كانت بدورها استمرارا لتدريس العلوم الإسلامية منذ أدخل علي بن زياد الطرابلسي (تلميذ الإمام مالك) كتاب الموطأ إلى المغرب الإسلامي من خلال طرابلس، ثم القيروان حيث كان علي بن زياد أستاذا للإمام سحنون بن سعيد التنوخي صاحب المدونة.

## أهميتها
حافظت مدرسة عثمان باشا حتى وقت قريب على التعليم الديني وفق نظام الحلقات في مختلف العلوم الإسلامية بشكل منتظم، كما أن المدرسين الذين تعاقبوا على التدريس فيها، كانوا من أهم علماء ليبيا الذين تخرجوا على الرعيل الأول، مما أضفى عليها طابع العراقة، ومن أبرز هؤلاء العلماء: محمد كامل بن مصطفى، عمر الجنزوري وعبد السلام البزنطي الذي واصل تدريس الفقه المالكي وعقيدة أهل السنة والجماعة، وعلى الرغم من صغر المدرسة إلا أنها استطاعت أن تحافظ على الموروث العلمي والثقافي الإسلامي لطرابلس، وأن تنقله عبر الأجيال بنكهة طرابلس المغاربية، بكل ما يعنيه ذلك من أصالة تاريخ المدينة وعلو قدر علمائها، لهذا لم يكن مستغربًا اختيار طرابلس الغرب في سنة 2007 عاصمةً للثقافة الإسلامية.

## المنهج
يتلخص منهج المدرسة في تدريس معالم الدين الإسلامي بأبعاده الثلاثة: الإيمان (علم العقيدة)، الإسلام (علم الفقه)، الإحسان (علم التزكية) حسب منهجية ومشرب أهل السنة والجماعة الأشاعرة المالكية الجنيدية، ويشارك علماء المدرسة الشيخ عبد الواحد بن عاشر في منهجيته الملخصة في متنه الشهير: «في عقد الأشعري وفقه مالك وفي طريقة الجنيد سالك». ويجمع منهج المدرسة بين علمي الرواية والدراية بتدريس الحديث النبوي والفقه المالكي الأصيل مع علوم اللغة والآلة من نحو وصرف وعروض وبلاغة ومنطق وآداب البحث والمناظرة. وكان تدريس هذه العلوم على طريقة التلقين وتحمل العلم الشرعي المعنعن في حلق الدرس والذكر بالسند العلمي المتصل. ومع نهاية العقد الأول من القرن الواحد والعشرين، فإن التدريس في المدرسة بهذه الطريقة تواصل بشكل منتظم في مجال الفقه المالكي وعقيدة أهل السنة والجماعة على يد الشيخ عبد السلام البزنطي.

## أسانيد المدرسة
تجتمع في مدرسة عثمان باشا أسانيد الأمة الإسلامية قاطبة من أسانيد مصرية (أزهرية) وتونسية(زيتونية) ومغربية وشنقيطية ويمنية وحجازية وهندية وتركية، حيث اعتنى علماء طرابلس بالرواية المعنعنة منذ القدم، وأقرب هذه الأسانيد - مثلا - الأسانيد التي اجتمعت من خلال العلامة مجدد المدرسة في العصر الحديث الشيخ محمد كامل بن مصطفى (مفتي طرابلس الغرب)والذي قام بتدريس العلوم الشرعية مطلع القرن العشرين بمروياته عن أكابر مشائخ الأمة في عصره ومنهم الشيخ أحمد عبد الرحيم الطهطاوي، والشيخ محمد عليش، والشيخ محمد الأشموني، والشيخ حسن العدوي، والشيخ محمد المهدي بن سوده، والشيخ إبراهيم السقا، والشيخ عبد الهادي الأبياري، والشيخ عبد القادر الريماوي المقدسي الحنفي، والشيخ إبراهيم بن محمد السياني التونسي التوزري، والشيخ مختار شويخ، والشيخ محمد الطاهر الغدامسي، والشيخ أبو القاسم العيساوي. كما جمعت المدرسة بين أسانيد المناطق الليبية المحيطة بطرابلس مثل أسانيد الشيخ محمد الأمين العالم من شط الهنشير، وأسانيد الشيخ علي الغرياني من تاجوراء، وأسانيد الشيخ أحمد أبو طبل من بني وليد، وأسانيد الشيخ محمد ظافر المدني من مصراتة (والتي تتصل بأسانيد الشيخ أحمد زروق).

## من أعلام المدرسة
تسلسل العلم الشرعي المعنعن في المدرسة من خلال تلاميذ الشيخ محمد كامل بن مصطفى من أمثال العلماء المشائخ: إبراهيم مصطفى باكير (مفتي طرابلس)، أحمد البكباك، أحمد الشارف، أحمد شقرون، أحمد بن عبد السلام، أحمد بن عبد العال، أحمد الفقيه حسن (الجد)، أحمد بن محمود، سالم بن المبروك الورشفاني، عبد الرحمن البوصيري (مفتي طرابلس)، عبد الله أبو قرين، علي عياد، قدور أفندي، محمد البوصيري، محمد الزمرلي، محمد سعيد المسعودي، محمد الضاوي، محمد الطاهر الزاوي، محمد العالم الكراتي، محمد فرحات الزاوي، محمد الفقيه حسن، مختار الشكشوكي، مصطفى الخازمي، مصطفى بن زكري، مصطفى الهوني، ثم من خلال تلاميذ تلاميذه من أمثال العلماء المشائخ: علي الغرياني، وعلي المسلاتي، ومحمود المسلاتي، ومحمد خليل القماطي، والمهدي أبو شعالة، وعمر الجنزوري، وسالم بوكر، وغيرهم.

## مشائخ المدرسة حاليا
- الشيخ عبد السلام البزنطي: يتصل سند الشيخ البزنطي من طريق شيوخه: علي الغرياني، أحمد الخليفي، خليل المزوغي، محمود المسلاتي، علي المسلاتي، المهدي أبو شعالة وغيرهم من تلاميذ تلاميذ الشيخ محمد كامل بن مصطفى. كما تخرج في العلوم الشرعية علي أيد مشائخ أزهريين من أساتذة جامعة محمد بن علي السنوسي بالبيضاء، وكلية أحمد باشا بطرابلس، يواصل الشيخ البزنطي مسيرة تدريس الفقه المالكي التي بدأها الإمام علي بن زياد الطرابلسي (تلميذ الإمام مالك) وذلك بتدريسه الكتب المعتمدة على المذهب المالكي مثل كتاب الرسالة لإبن أبي زيد القيرواني بشروحها وحواشيها الأزهرية، كما يقوم الشيخ البزنطي بتدريس وإرشاد الطلبة في مجال عقيدة أهل السنة والجماعة وفق منهج الأشاعرة.[2]
- الشيخ الأمين محمد قنيوة: يتصل سند الشيخ قنيوة في القراءات - من طريق الشيخ مختار حورية تليمذ الشيخ عثمان الموصلي - بأعلى الأسانيد العثمانية في القراءات والتجويد، وهو حجة على مستوى العالم الإسلامي في مجال القراءات والتجويد، ترأس لجان الإشراف على عدة مسابقات قرآنية دولية، وله تسجيلات إذاعية محلية ودولية، ومساهمات مهمة في إخراج مصحف الجماهيرية على رواية قالون عن نافع، تخرج على يديه العديد من أفضل قراء البلاد الليبية، ويدرس الشيخ قنيوة مادتي القراءات والتجويد بمدرسة عثمان باشا.
- الشيخ الدكتور محمد منصف القماطي: درس علوم العربية والعلوم الشرعية دراسة جامعية وعلى مشائخ طرابلس، وحضر الدكتوراه في اللغويات. يدرس في جامعة الفاتح بطرابلس ويشرف على العديد من طلبة الدراسات العليا بالجامعة إلى جانب تدريسه في الحلق العلمية بمدرسة عثمان باشا حيث يدرس كافة علوم العربية.
- الشيخ يونس العباني: أستاذ متخصص في أصول الفقه، ويقوم بتدريسه في مدرسة عثمان باشا.
- الشيخ عبد المجيد الصغير: يدرّس في المدرسة مختصر ابن أبي جمرة، ويشرف فيها على تحفيظ القرآن.

## مكتبة المدرسة
أوقف عثمان باشا الساقزلي كتبا كثيرة وقيمة على مدرسته منذ تأسيسها، نجت منها بعض المجلدات والمخطوطات محفوظة الآن بشعبة الوثائق والمخطوطات بمركز جهاد الليبيين للدراسات التاريخية، بعد أن كانت نقلت من المدرسة إلى مكتبة الأوقاف عند تأسيس تلك المكتبة. وتم تجديد المكتبة وتزويدها بمراجع ومصادر هامة في العلوم الإسلامية وخاصة كتب الفقه المالكي وأصوله تحمل اسمها.

## معمار المدرسة
عند الدخول إلى المدرسة يقابل الداخل صحن المدرسة وهو ساحة مربعة الشكل تفتح عليها أبواب 14 حجرة (خلوة)كل منها تزدان بعمودين من الرخام الزاهي اللون يعلوهما قوس نصف دائري. كما يحيط بالساحة رواق منتظم محمول على أعمدة رخامية متعددة المصادر تعلوها تيجان حفصية وعثمانية (مما يعزز فرضية أن المدرسة بنيت على أنقاض المدرسة المستنصرية العتيقة). وتعلو المدرسة قبتين عثمانيتين مميزتي الشكل، وتفتح الساحة على منطقة منفصلة بها مرافق المدرسة وميضأة تحمل نقوشا بديعة مزودة بحنفيات عثمانية، كما تفتح الساحة من الناحية المقابلة على مقبرة قديمة حولت إلى حديقة زهور ومكان لمحو ألواح التحفيظ. بالمدرسة مسجد للأوقات يستخدم أيضا للتدريس، وبها أيضا مكتبة، وحجرة واسعة تستخدم الآن ككتّاب لتحفيظ القرآن بعد أن كانت دار الفتوى على زمن المفتي محمد كامل بن مصطفى، وفي وسط ساحة المدرسة حوض رخامي يزدان بشجيرات وزهور تتوسطها شجرة حناء.

## من تاريخ المدرسة
مساهماتها في الإفتاء
كانت المدرسة تقوم بدور (دار الإفتاء) أو (مقر المفتي) في العهد العثماني الأول، ويعتبر الشيخ محمد كامل بن مصطفى الذي كان مفتياً لطرابلس الغرب من أهم مشائخ المدرسة في العصر الحديث، إذ تخرج على يديه في هذه المدرسة أهم علماء ليبيا ممن سبق ذكرهم.
الحزب القرآني
ومن أعلام المدرسة الشيخ عمر الميساوي والشيخ عبد السلام الزنتاني والشيخ محمد المصراتي الذي ساهم في تأسيس قراءة الحزب القرآني في مدينة طرابلس، ويعتبر الحزب القرآني بالوقف الهبطي الذي يقرأ كل يوم عقب صلاة المغرب من النشاطات المميزة ذات الطابع العريق للمدرسة، ولم ينقطع هذا الحزب اليومي منذ أكثر من نصف قرن.
جريدة المرصاد
كما كان للمدرسة مساهمات مهمة في الحياة الثقافية في طرابلس منها تحرير وإصدار جريدة المرصاد من إحدى حجراتها(خلوة)بين سنتي 1910 و1911 من قبل أحمد بن محمد الفساطوي الطرابلسي.

## مقالات ذات صلة
- زاوية عبد السلام الأسمر
- قائمة علماء الدين المسلمين الليبيين.
- أحمد زروق.
- عبد الواحد الدكالي.
- عبد السلام الأسمر.
- محمد كامل بن مصطفى.
- منصور أبو زبيدة الفيتوري
- علي أمين سيالة.
- مصطفى التريكي.
- محمد نور الدين بريون
- عارف النايض.
- جريدة المرصاد
- جامعة محمد بن علي السنوسي

## وصلات خارجية
- صورة قديمة لمدرسة عثمان باشا[وصلة مكسورة]
- صحيفة أويا : مدرسة عثمان الساقزلي أغنى القباب بأعمال الزينة الإسلامية[وصلة مكسورة]